# سيمون هولينغسوررث
سيمون هولينغسوررث (بالإنجليزية: Simon Hollingsworth) هو منافس ألعاب قوى أسترالي، ولد في 9 مايو 1972.

## روابط خارجية
- سيمون هولينغسوررث على موقع الاتحاد الدولي لألعاب القوى (الإنجليزية)
- سيمون هولينغسوررث على موقع النتائج التاريخية لألعاب القوى الأسترالية (الإنجليزية)
- سيمون هولينغسوررث على موقع أوليمبيديا (الإنجليزية)
- سيمون هولينغسوررث على موقع اللجنة الأولمبية الأسترالية (الإنجليزية)
- سيمون هولينغسوررث على موقع اتحاد ألعاب الكومنولث (مؤرشف) (الإنجليزية)